# アーネスト・ヘミングウェイ
アーネスト・ミラー・ヘミングウェイ（Ernest Miller Hemingway、1899年7月21日 - 1961年7月2日）は、アメリカ合衆国出身の小説家・詩人。ヘミングウェイによって創作された独特でシンプルな文体は、冒険的な生活やそれによる一般的なイメージとともに、20世紀の文学界と人々のライフスタイルに多大な影響を与えた。1954年にノーベル文学賞受賞。代表作は『日はまた昇る』、『武器よさらば』、『誰がために鐘は鳴る』、『老人と海』など。これらは、アメリカ文学の古典として考えられている。

## 生涯

### 生い立ち
イリノイ州オークパーク（現在のシカゴ）に生まれる。父・クラレンスは医師、母・グレイスは元声楽家で、ヘミングウェイには1人の姉と4人の妹がいた。彼は幼い時、母の変わった嗜好によって強制的に女装をさせられており、彼はそのような母の嗜好を子供心に疎んじていたという。一方、父は活動的な人物で、ヘミングウェイは父から釣りや狩猟、ボクシングなどの手ほどきを受け、生涯の人格を形成していった。父は後に自殺している。
1913年にオークパーク・ハイスクールに入学する。

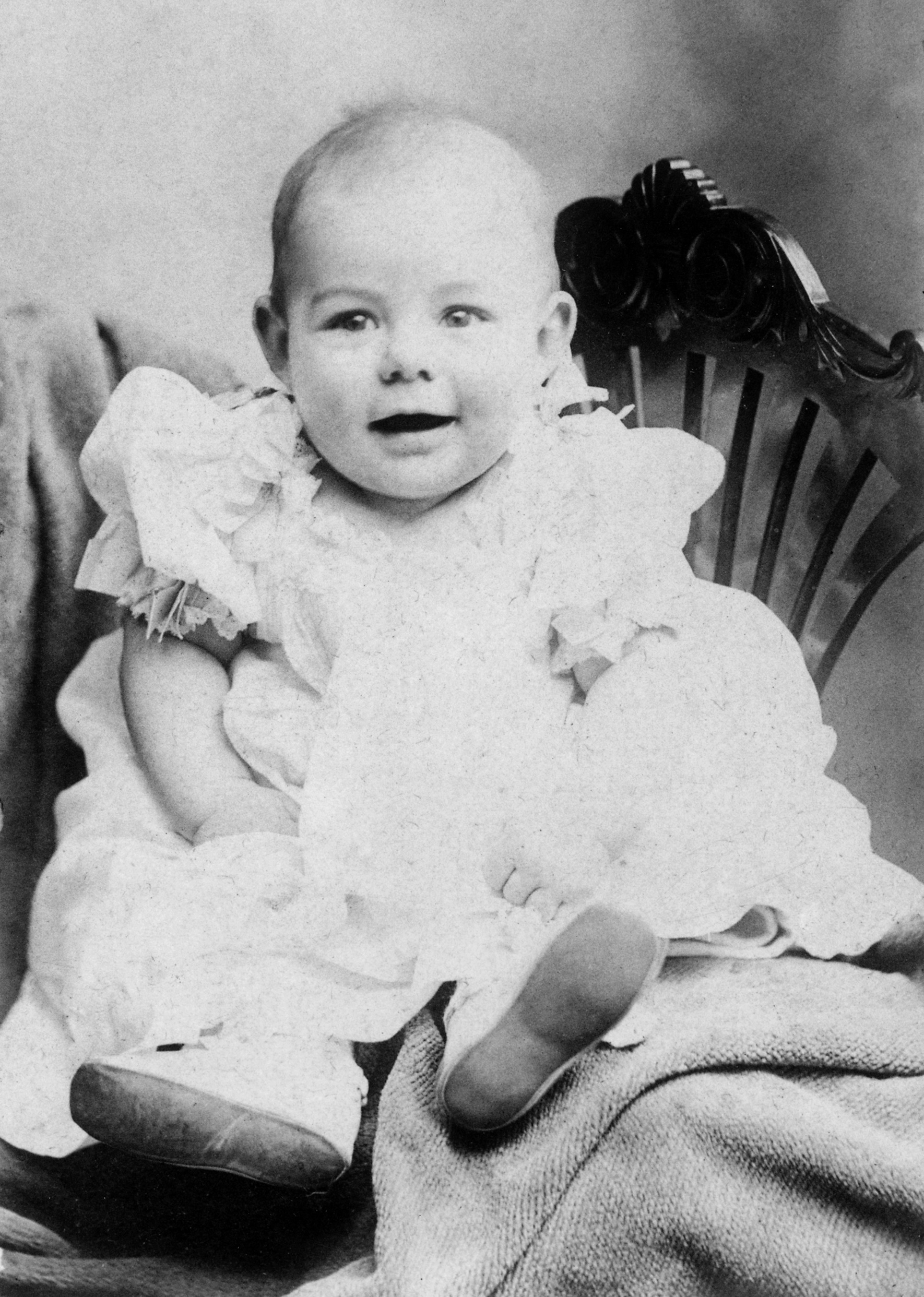
赤ん坊の頃のヘミングウェイ

1916年に初の短編小説「マニトウの裁判」を学校の雑誌『タビュラ』に発表した。
高校卒業後の1917年10月、カンザスシティの地方紙「カンザスシティ・スター」（英: The Kansas City Star）紙の見習い記者となるも退職。翌年、赤十字の一員として第一次世界大戦における北イタリアのフォッサルタ戦線に赴くが、その戦線で負傷兵を助けようとして自らも瀕死の重傷を負う。この時に病院で出会った7歳年上の看護婦、アグネス・フォン・クロウスキーに恋をしたが、この恋は実らずに終わった。のちにこのエピソードは『武器よさらば』のベースになっている。
戦後はカナダ・トロントにて「トロント・スター」（英: Toronto Star）紙のフリー記者をつとめ、特派員としてパリに渡りガートルード・スタインらとの知遇を得て小説を書き始めた。
パリ時代は最初の妻、ハドリー・リチャードソンと息子のバンビとアパルトマンに暮らす。当時の様子は晩年に書かれた『移動祝祭日』にてヘミングウェイ自ら回想している。シルヴィア・ビーチの営むシェイクスピア書店を利用し、エズラ・パウンドやスコット・フィッツジェラルドらの知遇を得る。
1928年に、キー・ウェストに居を移した。同年の12月に、父親が拳銃で自殺している。
1930年11月に、作家のジョン・ドス・パソスとドライブ中に、事故を起こした。

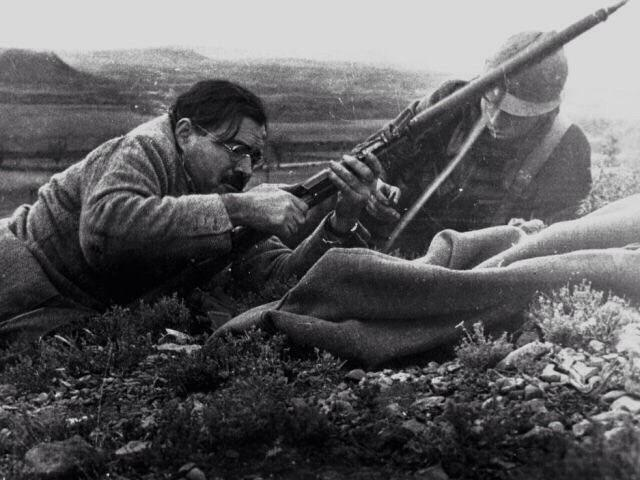
スペイン内戦、1938年11月5日、エブロ川の戦いに参加するヘミングウェイ。

行動派の作家で、1930年代には国際旅団への参加によってスペイン内戦にも積極的に関わり、その経験を元に行動的な主人公をおいた小説をものにした。『武器よさらば』や『誰がために鐘は鳴る』などはそうした経験の賜物であり、当時のハリウッドに映画化の素材を提供した。
短編には簡潔文体の作品が多く、これらはダシール・ハメット、レイモンド・チャンドラーと後に続くハードボイルド文学の原点とされている。主人公の多くはニック・アダムスというヘミングウェイの分身ともいえる青年である。
1954年、『老人と海』が大きく評価され、ノーベル文学賞を受賞。同年、二度の航空機事故に遭う。二度とも奇跡的に生還したが、重傷を負い授賞式には出られなかった。以降、これまでの売りであった肉体的な頑強さや、行動的な面を取り戻すことはなかった。

水平二連散弾銃を持ったアーネスト・ヘミングウェイ。

晩年は、事故の後遺症による躁鬱など精神的な病気に悩まされるようになり、執筆活動も次第に滞りがちになっていった。1961年7月2日の早朝、散弾銃による自殺を遂げた（当初は銃の手入れの際に起きた暴発による事故死と報じられたが、後に遺書が発見されたため、自殺と断定された）。

## 家族
- エリザベス・ハドリー・リチャードソン (1921年9月3日結婚、1927年4月4日離婚)

息子 ジャック・ハドリー・ニカノール・ヘミングウェイ (通称バンビ) (1923年10月10日 - 2000年12月1日)。「青春は川の中に フライフィッシングと父ヘミングウェイ」出版
孫娘 ジョーン・ヘミングウェイ
孫娘 マーゴ・ヘミングウェイ (1954年2月16日 - 1996年7月2日)。女優
孫娘 マリエル・ヘミングウェイ (1961年11月22日 - )。女優
- ポーリン・ファイファー (1927年5月19日結婚、1940年11月4日離婚)

息子 パトリック・ヘミングウェイ (1928年6月28日 - )。環境社会学者、アフリカ野生生物大学元講師
孫娘 ミーナ・ヘミングウェイ
息子 グレゴリー・ヘミングウェイ (1931年11月12日 - 2001年10月1日)。"Papa: A Personal Memoir" (1976) 出版。性転換してグロリアと名乗る
孫 パトリック、エドワード(作家兼イラストレーター)、ショーン、ブレンダン(プログラマー)、バネッサ、マリア、ジョン(作家)、ロリアン(作家)
- マーサ・ゲルホーン (1940年11月21日結婚、1945年12月21日離婚)
- メアリー・ウェルシュ・ヘミングウェイ (1946年3月14日結婚)。自伝 "How It Was" (1976) 出版

## ヘミングウェイの家

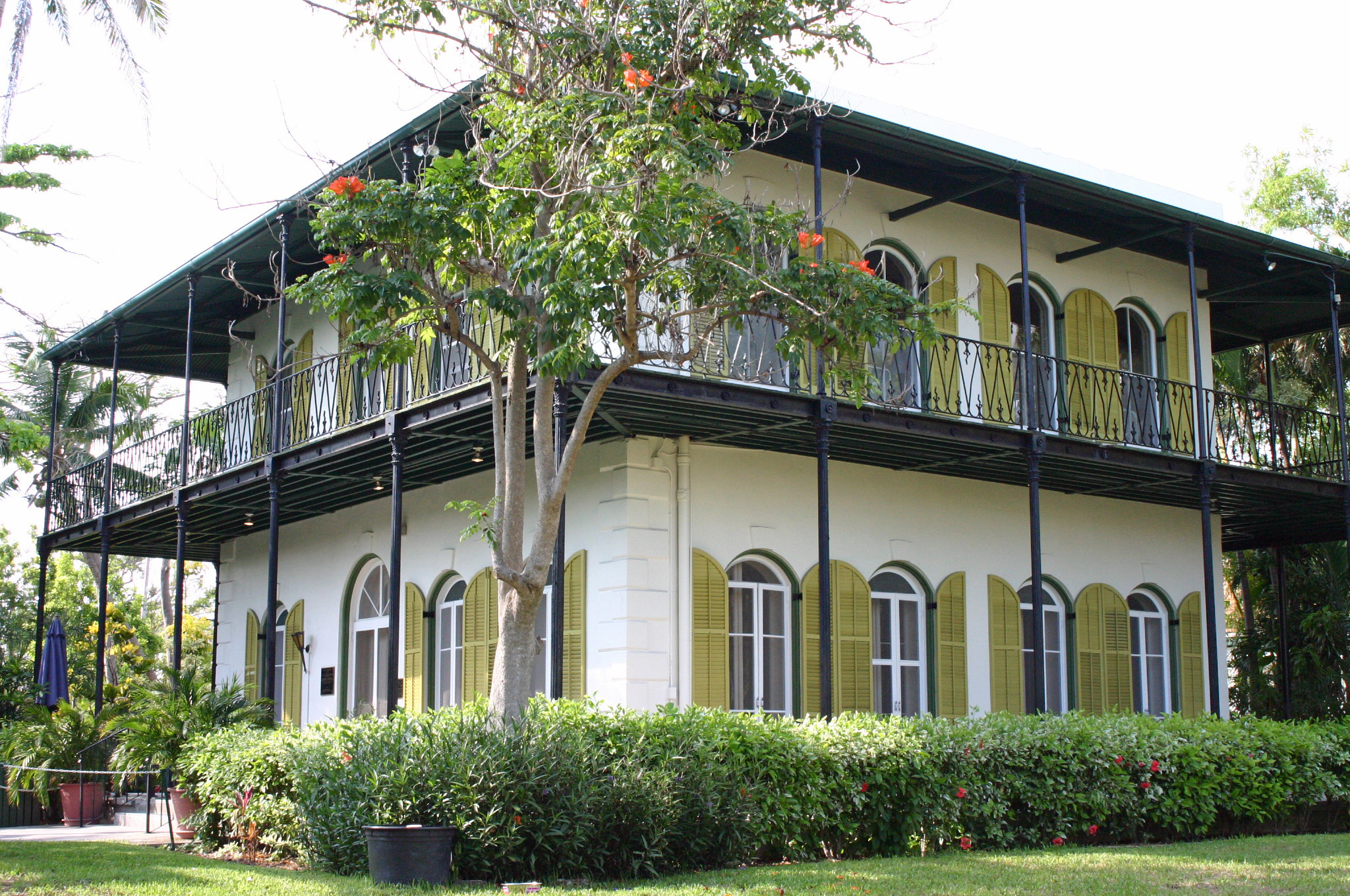
フロリダ州キーウェストの家

ヘミングウェイは世界中の様々な場所に居を構えたが、現在アメリカのイリノイ州オークパーク、フロリダ州キーウェスト、キューバのサンチアーゴ・デ・パウラが公開されている。
オークパークのヘミングウェイ邸はヘミングウェイの生家であり、一般に公開されている。通りを挟んだすぐ近所には、ヘミングウェイ博物館が設けられている。生家の方は、母グレースの設計で建てられた、3階建ての広壮な屋敷で、ヘミングウェイが6歳の時に引っ越しているが、こちらは現在は私有地となっており、一般には公開されていない。
キーウェストの屋敷（Ernest Hemingway House）は建物自体がアーネスト・ヘミングウェイ博物館として旅行客に公開されており、ヘミングウェイの飼っていた猫の子孫が現在でも多く住んでいる。
キューバの家はフィンカ・ビヒアとして知られており、現在では博物館として屋敷の一部が公開されている。ヘミングウェイが人生の3分の1を暮らした場所として、研究上においても重要な拠点となっている。キューバの経済的問題のため、建物自体の老朽化が進行していたが、2008年にアメリカの修復グループが改修工事を済ませ、現在では元の状況を保っている。

### ヘミングウェイの猫

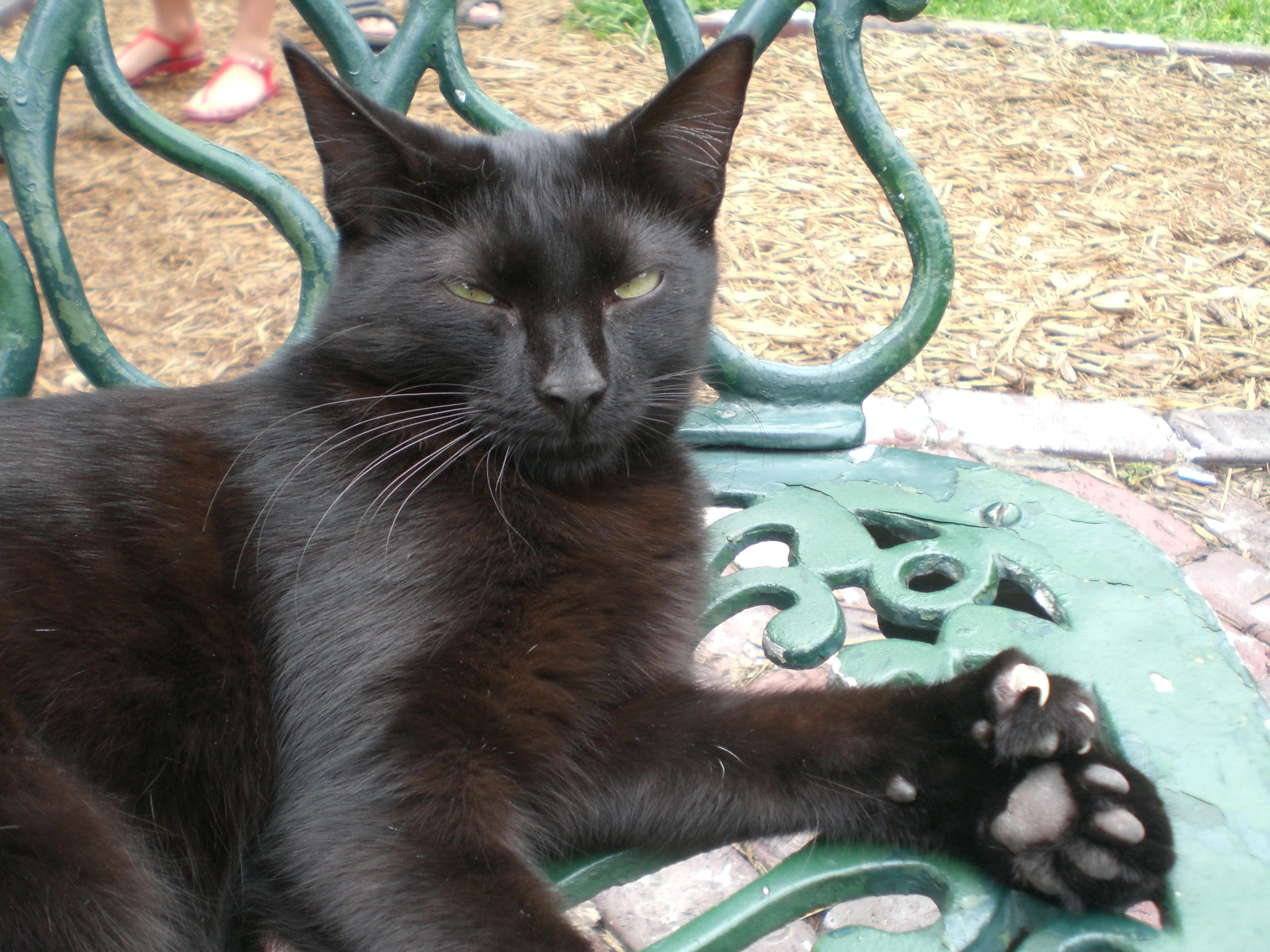
キーウェストのヘミングウェイの家の多指症のネコ。この黒猫は四肢合わせて26本の指がある

ヘミングウェイは猫好きで、知己の船長から2匹の猫を貰い受けている。この猫は足の指が6本ある多指症で、ヘミングウェイは幸運を呼ぶ猫だと信じていた。キーウェストのヘミングウェイ博物館では、この猫の直系子孫が50匹ほど今も飼われており、6本指の遺伝子を受け継いでいる。
しかし、これらの猫は、米農務省より指定の設備と動物園としての認可を受けなければ認められないと勧告され、博物館からの立ち退きを迫られていた。裁判所は博物館側の訴えを却下し、当事者同士で話し合うよう判決を下したが、博物館のあるキーウェスト市当局が、「6本指のヘミングウェイの猫たちは、歴史的かつ社会的に意義があり、観光面でも重要」と位置づけ、農務省が見做した展示物としての動物ではなく、飼い猫は1世帯につき4匹までとする条例の例外として認め、
博物館側を支持。そして敷地内からネコが出て行かないためのフェンスを博物館の責任で設置することを条件に農務省側との合意に達した。

## 遺構

### 博物館
『海流のなかの島々』の舞台ともなったバハマのビミニ島には、滞在していたとされるホテルの一室を改装したアーネスト・ヘミングウェイ博物館があり、遺品などが展示されていたが、2006年、火災により焼失した。

### カクテル
フローズン・スタイルのカクテルの代表格であるフローズン・ダイキリは、ヘミングウェイが愛飲したことで知られる。ヘミングウェイが好んで呑んだとされるスタイルはパパ・ダイキリ（ヘミングウェイ・スペシャル）と名づけられた（ヘミングウェイは、モヒートも愛飲し、自らも「午後の死」というカクテルを考案している）。

### ビチェリン
イタリア・トリノ最古のカフェと言われているcaffe al bicerinのチョコレートドリンクであるビチェリンを『世界に残すべき100のもの』に選んだと言われている。

## 主要著作

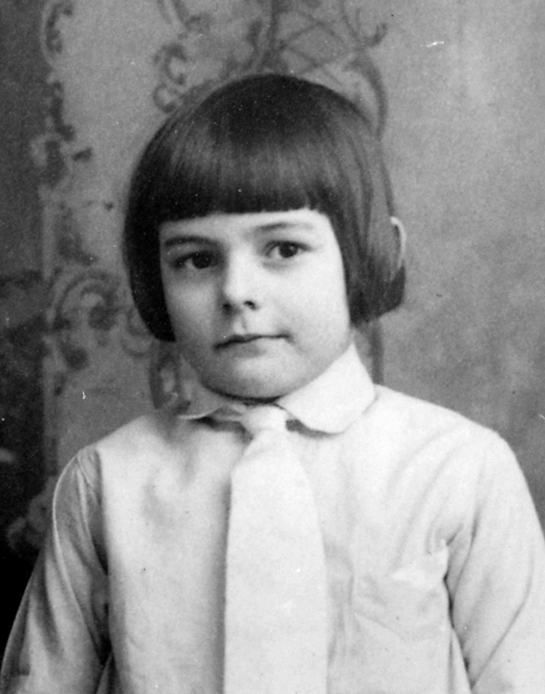
6歳（1905年）

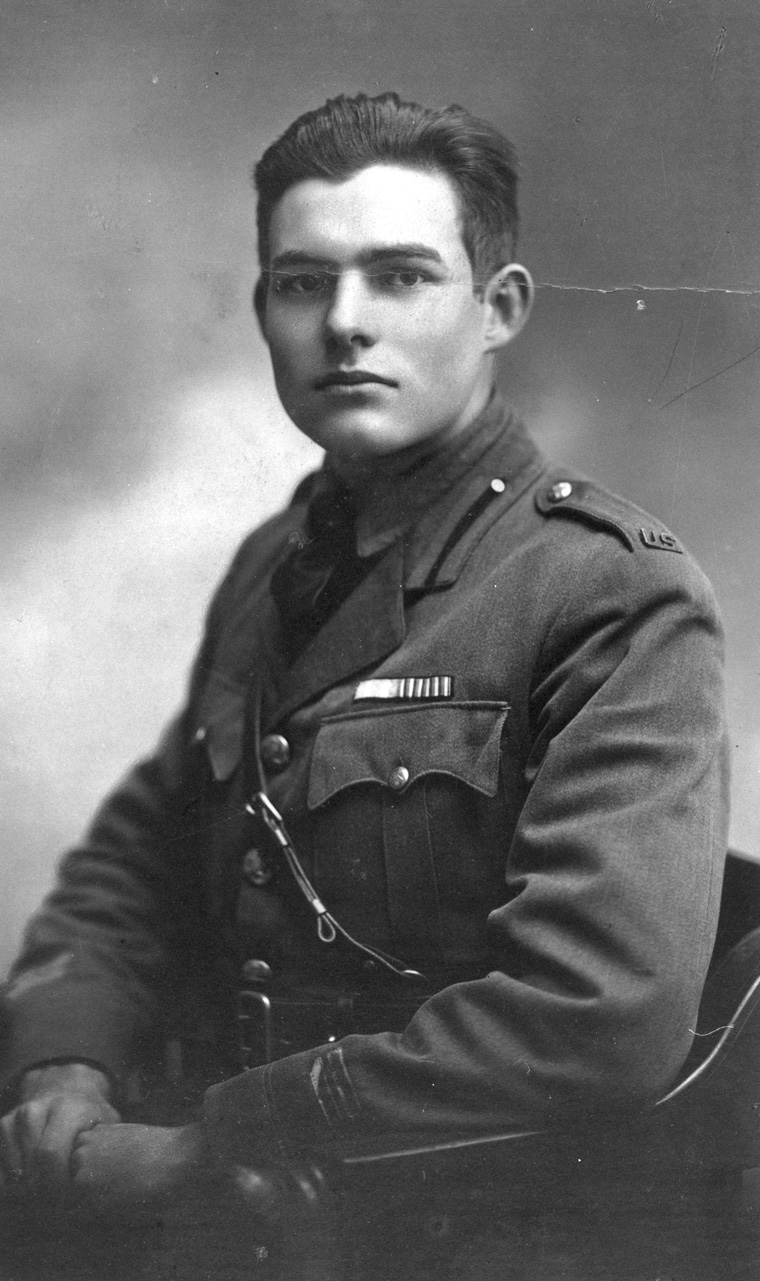
軍服姿のアーネスト
（1918年）

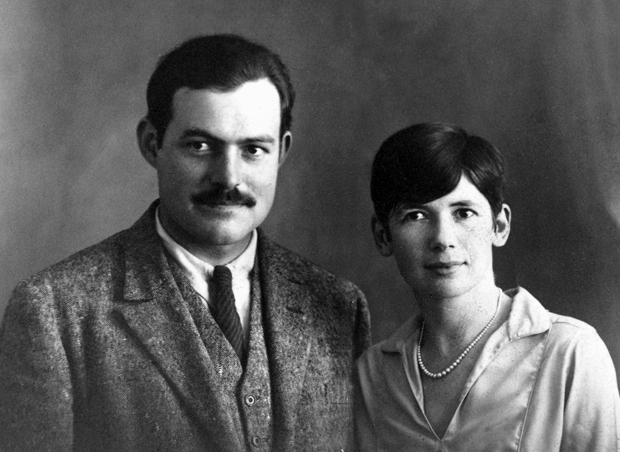
妻ポーリンとともに（1927年、パリ）

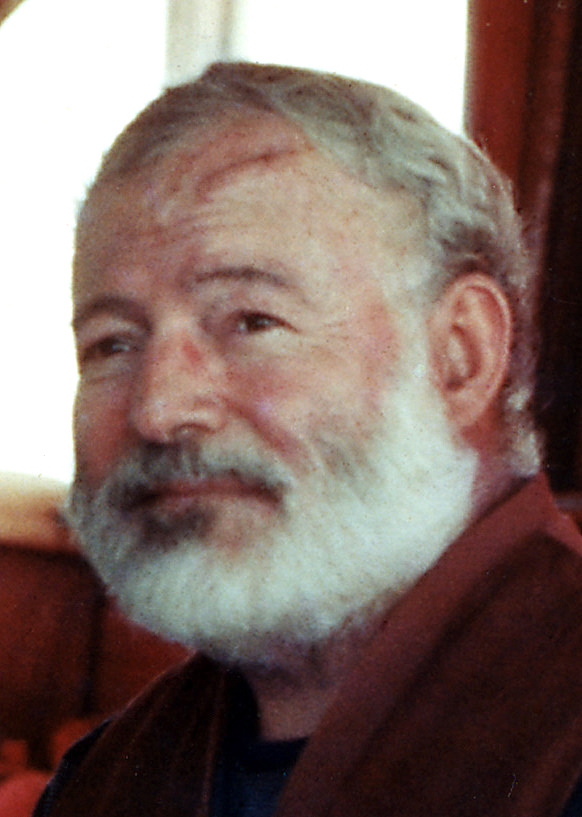
キューバにて（1950年）

翻訳は入手しやすいものを中心に紹介する。また、三笠書房の「ヘミングウェイ全集」には出版時期により収録巻が異なる複数のバージョンがある。

### 長編小説
- 『春の奔流』"The Torrents of Spring", 1926年

中田耕治訳(旧河出文庫)、高村勝治訳(「ヘミングウェイ全集」三笠書房)、以下略記
- 『日はまた昇る』"The Sun Also Rises", 1926年

高見浩訳（新潮文庫、2003年）、土屋政雄訳（ハヤカワ文庫）、佐伯彰一訳（集英社文庫）、谷口陸男訳（岩波文庫）、高村勝治訳(「全集」三笠書房)
- 『武器よさらば』"A Farewell to Arms", 1929年

高見浩訳（新潮文庫、2006年）、金原瑞人訳(光文社古典新訳文庫)、竹内道之助訳(「全集」三笠書房)
- 『持つと持たぬと』"To Have and Have Not", 1937年

佐伯彰一訳(「全集」三笠書房)
- 『誰がために鐘は鳴る』"For Whom the Bell Tolls", 1940年

高見浩訳（新潮文庫、2018年）、大久保康雄訳（新潮文庫、「全集」三笠書房）
- 『河を渡って木立の中へ』"Across the River and into the Trees", 1950年

高見浩訳（新潮文庫、2025年）、大久保康雄訳(「全集」三笠書房)
- 『老人と海』"The Old Man and the Sea", 1952年

高見浩訳（新潮文庫、2020年）、福田恆存訳(新潮文庫(電子書籍)、中公文庫)、齊藤昇訳（文春文庫）、越前敏弥訳（角川文庫） 吉田愛一郎訳（NPO法人 GREEN PLAZA研究所）ほか多数
以下は生前未発表
- 『海流のなかの島々』"Islands in the Stream", 1970年：スクリブナー社と4番目の妻メアリが編集

沼沢洽治訳（「全集」三笠書房、のち新潮文庫 上下）
- 『エデンの園』"The Garden of Eden", 1986年：スクリブナー社のトム・ジェンクスが編集

沼沢洽治訳（集英社、のち集英社文庫）
- 『ケニア』"True at First Light", 1999年：息子パトリックが編集

金原瑞人訳（アーティストハウス、1999年）

### 短篇集
- 『三つの短編と十の詩』"Three Stories and Ten Poems", 1923年

「北ミシガンで」 Up in Michigan
「ぼくの父」 My Old Man
「季節はずれ」 Out of Season
「ぼくの父」と「季節はずれ」は『われらの時代』に再収録された。「北ミシガンで」は新潮文庫「全短編1」に収録
- 『われらの時代』"In Our Time", 1924年

「インディアンの村」 Indian Camp：ニック・アダムズ物語
「医師とその妻」 The Doctor and the Doctor's Wife：ニック・アダムズ物語
「ある訣別」 The End of Something：ニック・アダムズ物語
「三日吹く風」 The Three-Day Blow：ニック・アダムズ物語
「ファイター」 The Battler：ニック・アダムズ物語
「ごく短い物語」 A Very Short Story
「兵士の故郷」 Soldier's Home
「革命家」 The Revolutionist
「エリオット夫妻」 Mr. and Mrs. Elliot
「雨のなかの猫」 Cat in the Rain
「季節はずれ」 Out of Season
「クロス・カントリー・スノウ」 Cross-Country Snow：ニック・アダムズ物語
「ぼくの父」 My Old Man
「二つの心臓の大きな川 第一部」 Big Two-Hearted River:Part1：ニック・アダムズ物語
「二つの心臓の大きな川 第二部」 Big Two-Hearted River:Part2：ニック・アダムズ物語
新潮文庫「全短編1」に収録
- 『男だけの世界』"Men Without Women", 1927年

「敗れざる者」 The Undefeated
「異国にて」 In Another Country：ニック・アダムズ物語
「白い象のような山並み」 Hills Like White Elephants
「殺し屋」 The Killers (1927)：ニック・アダムズ物語
「ケ・ティ・ディーチェ・ラ・パートリア(祖国は汝に何を訴えるか)?」 Che Ti Dice la Patria?
「五万ドル」 Fifty Grand
「簡単な質問」 A Simple Enquiry
「十人のインディアン」 Ten Indians：ニック・アダムズ物語
「贈り物のカナリア」 A Canary for One
「アルプスの牧歌」 An Alpine Idyll：ニック・アダムズ物語
「追い抜きレース」 A Pursuit Race
「今日は金曜日」 Today is Friday
「陳腐なストーリー」 Banal Story
「身を横たえて」 Now I Lay Me：ニック・アダムズ物語
高見浩訳「全短編1」(新潮文庫)に収録
- 『勝者に報酬はない』"Winner Take Nothing", 1933年

「嵐のあとで」 After the Storm
「清潔で、とても明るいところ」 A Clean, Well-Lighted Place
「世の光」 The Light of the World：ニック・アダムズ物語
「神よ、男たちを楽しく憩わしめたまえ」 God Rest You Merry, Gentlemen
「海の変化」 The Sea Change
「最前線」 A Way You'll Never Be：ニック・アダムズ物語
「オカマ野郎の母親」 The Mother of a Queen
「ある新聞読者の手紙」 One Reader Writes
「スイス賛歌」 Homage to Switzerland
「死ぬかと思って」 A Day's Wait
「死者の博物誌」 A Natural History of the Dead
「ワイオミングのワイン」 Wine of Wyoming
「ギャンブラーと尼僧とラジオ」 The Gambler, the Nun, and the Radio
「父と子」 Fathers and Sons：ニック・アダムズ物語
高見浩訳「全短編2」(新潮文庫)に収録
- 『第五列と最初の四九の短編』"The Fifth Column and the First Forty-Nine Stories", 1938年

戯曲「第五列」および、これまでの「北ミシガンで」と『われらの時代』、『男だけの世界』、『勝者に報酬はない』の短編に以下を加えた49の短編を収録
「フランシス・マカンバーの短い幸福な生涯」 The Short Happy Life of Francis Macomber
「世界の首都」 The Capital of the World
「キリマンジャロの雪」 The Snows of Kilimanjaro
「橋のたもとの老人」 Old Man at the Bridge
「スミルナの埠頭にて」 On the Quay at Smyrna
「第五列」は「全集」(三笠書房)に収録。「スミルナの埠頭にて」は高見浩訳「全短編1」(新潮文庫)に、「フランシス・マカンバーの短い幸福な生涯」と「キリマンジャロの雪」と「世界の首都」は「全短編2」に、「橋のたもとの老人」は「全短編3」に収録
- 『第五列とスペイン内戦に関する四つの短編』"The Fifth Column and Four Stories of the Spanish Civil War", 1969年

戯曲「第五列」および以下の4短編を収録
「密告」 The Denunciation 1938年
「蝶々と戦車」 The Butterfly and the Tank 1938年
「戦いの前夜」 Night Before Battle 1939年
「分水嶺の下で」 Under the Ridge 1939年
4つの短編は高見浩訳「全短編3」(新潮文庫)に収録
- 『ニック・アダムズ物語』"The Nick Adams Stories", 1972年

以下の未発表短編を含む
「三発の銃声」 Three Shots
「インディアンは去った」 The Indians Moved Away
「最後の良き故郷」 The Last Good Country
「ミシシッピー川を渡って」 Crossing the Mississippi
「上陸前夜」 Night Before Landing
「サマー・ピープル」 Summer People
「婚礼の日」 Wedding Day
「創作について」 On Writing
高橋正雄他訳(三笠書房)
「最後の良き故郷」と「サマー・ピープル」は高見浩訳「全短編3」(新潮文庫)に収録
- "The Complete Short Stories of Ernest Hemingway: The Finca Vigia Edition" 1987年

上述の49短編と4短編および「最後の良き故郷」と「サマー・ピープル」の他、以下を収録
「ある渡航」 One Trip Across 1934年：「持つと持たぬと」のベース
「密輸業者の帰還」 The Tradesman's Return 1936年：「持つと持たぬと」のベース
「だれも死にはしない」 Nobody Ever Dies 1939年
「善良なライオン」 The Good Lion 1951年
「一途な雄牛」 The Faithful Bull 1951年
「盲導犬としてではなく」 Get a Seeing-Eyed Dog 1957年
「世慣れた男」 A Man of the World 1957年
「アフリカ物語」 An African Story：『エデンの園』の作中作
「汽車の旅」 A Train Trip：生前未発表
「ポーター」 The Porter：生前未発表
「十字路の憂鬱」 Black Ass at the Crossroads：生前未発表
「死の遠景」 Landscape with Figures：生前未発表
「何を見ても何かを思いだす」 I Guess Everything Reminds You of Something：生前未発表。三男グレゴリーに関するエピソード。
「本土からの吉報」 Great News from the Mainland：生前未発表
「異郷」 The Strange Country：生前未発表。『海流のなかの島々』ビミニ編の祖型の一部
高見浩訳「全短編3」新潮文庫に収録。※全3巻、1995-97年
- 『ヘミングウェイ短篇集』 谷口陸男編訳、岩波文庫（上下）、改版1987年。旧版は「全集」三笠書房
- 『ヘミングウェイ 世界文学全集77』 野崎孝・沼沢洽治ほか訳、集英社、1977年
- 『ヘミングウェイ短篇集』 西崎憲編訳、ちくま文庫、2010年
- 『in our time』 柴田元幸訳、ヴィレッジブックス、2010年
- 『こころ朗らなれ、誰もみな』 柴田元幸編訳、スイッチ・パブリッシング 柴田元幸翻訳叢書、2012年

### その他
- 『午後の死』"Death in the Afternoon", 1932年

宮本陽吉訳 「ヘミングウェイ全集」三笠書房
- 『アフリカの緑の丘』"Green Hills of Africa", 1935年

川本皓嗣訳 「ヘミングウェイ全集」三笠書房
- 『スペインの大地』"The Spanish Earth", 1938年

滝川元男訳 「ヘミングウェイ全集」三笠書房
- 『移動祝祭日』"A Moveable Feast", 1964年：生前未発表

高見浩訳、新潮文庫／福田陸太郎訳、三笠書房、のち「全集」、岩波書店・同時代ライブラリー、土曜社・土曜文庫 - 各・電子書籍も刊
- 『狩と旅と友人たち』"By-Line", 1967年：没後出版された評論・書評・著名記事集

松井弘道、中田耕治、原口遼訳「全集」三笠書房
- 『危険な夏』"The Dangerous Summer", 1985年：没後出版された闘牛に関するルポルタージュ

永井淳訳、角川文庫／諸岡敏行訳、草思社／大井浩二訳「全集」三笠書房
- 『フィッツジェラルド/ヘミングウェイ往復書簡集』、宮内華代子編訳（ダイナミックセラーズ出版、2007）
  - 各 増訂版『フィッツジェラルド/ヘミングウェイ往復書簡集　日本語版』（文藝春秋企画出版、2009、英光社、2018）

## 関連作品
- 『ヘミングウェイ・レビュー』 宝塚歌劇団 1998年

草野旦作・演出
- 「売ります。赤ん坊の靴。未使用」 - 著者不明の短編で、ヘミングウェイ作と言われることもある
- ルパン三世 ヘミングウェイ・ペーパーの謎 - モンキー・パンチ原作のアニメ。劇中ルパン三世が追い求めるお宝の一つとしてヘミングウェイの遺稿がキーアイテムとなる。

## 主な研究書
- 今村楯夫『ヘミングウェイと猫と女たち』（新潮社、1990年）
- 日本ヘミングウェイ協会編『ヘミングウェイを横断する―テクストの変貌』（本の友社、1999年）
- 島村法夫『アーネスト・ヘミングウェイ―人と文学』（勉誠出版、2005年）
- 今村楯夫編『アーネスト・ヘミングウェイの文学』（ミネルヴァ書房、2006年）
- 高野泰志『引き裂かれた身体―ゆらぎの中のヘミングウェイ文学』（松籟社、2008年）
- 前田一平『若きヘミングウェイ―生と性の模索』（南雲堂、2009年）
- 日本ヘミングウェイ協会編『アーネスト・ヘミングウェイ―21世紀から読む作家の地平』（臨川書店、2011年）
- 今村楯夫・島村法夫『ヘミングウェイ大事典』（勉誠出版、2012年）
- 高野泰志編『ヘミングウェイと老い』（松籟社、2013年）
- 千葉義也『日本におけるヘミングウェイ書誌―1999-2008―』（松籟社、2013年）
- 高野泰志『アーネスト・ヘミングウェイ、神との対話』（松籟社、2015年）